# تیم ملی بسکتبال زنان افغانستان
تیم ملی بسکتبال زنان افغانستان پس از حمله به افغانستان در سال ۲۰۰۱، توسط نیروهای آمریکایی تشکیل شد. این تیم توسط کمیته ملی المپیک افغانستان اداره می‌شود.